# Championnat du monde féminin de basket-ball des moins de 17 ans 2012
Cet article traite de l'épreuve féminine. Pour la compétition masculine, voir Championnat du monde de basket-ball masculin des moins de 17 ans 2012.
Navigation
Championnat du monde 2010 Championnat du monde 2014
Le championnat du monde de basket-ball féminin des moins de 17 ans 2012 se déroule à Amsterdam aux Pays-Bas du 17 au 26 août 2012. Il s'agit de la deuxième édition de la compétition, instaurée en 2010. Les États-Unis réalisent le doublé en s'imposant en finale contre l'Espagne. Le Canada remporte la médaille de bronze. L'américaine Diamond DeShields est élue meilleure joueuse du tournoi.

## Classement final
| Place                   | Équipe       | Vict.-Déf. |           |
| Vainqueur               | Vainqueur    | Vainqueur  | Vainqueur |
| ----------------------- | ------------ | ---------- | --------- |
| 1                       | États-Unis   | 8 - 0      |           |
| Échec en finale         |              |            |           |
| 2                       | Espagne      | 5 - 3      |           |
| Échec en ½ finale       |              |            |           |
| 3                       | Canada       | 5 - 3      |           |
| 4                       | Japon        | 5 - 3      |           |
| Échec en ¼ de finale    |              |            |           |
| 5                       | Australie    | 5 - 3      |           |
| 6                       | Italie       | 5 - 3      |           |
| 7                       | Belgique     | 3 - 5      |           |
| 8                       | Pays-Bas     | 4 - 4      |           |
| Éliminé au premier tour |              |            |           |
| 9                       | Corée du Sud | 3 - 4      |           |
| 10                      | Mali         | 1 - 6      |           |
| 11                      | Brésil       | 2 - 5      |           |
| 12                      | Turquie      | 0 - 7      |           |

## Leaders statistiques
| Catégorie                  | Joueur              | Pays         | Statistiques |
| -------------------------- | ------------------- | ------------ | ------------ |
| Points par match           | Hind Ben Abdelkader | Belgique     | 19,4         |
| Rebonds par match          | Hülya Coklar        | Turquie      | 11,9         |
| Passes décisives par match | Lindsay Allen       | États-Unis   | 4,1          |
| Interceptions par match    | Linnae Harper       | États-Unis   | 4,3          |
| Contres par match          | Park Ji-Su          | Corée du Sud | 3,9          |

## Récompenses individuelles
Les récompenses individuelles sont les suivantes :
- Meilleure joueuse :  Diamond DeShields
- Meilleure marqueuse :  Hind Ben Abdelkader
- Équipe type : 
  -  Diamond DeShields
  -  Linnae Harper
  -  Leticia Romero
  -  Yunika Nakamura
  -  Evelyn Mawuli